# حنين العلام
حنين العلام هي عازفة كمان لبنانية ولدت في يوم 12 أبريل 1986 في بسكنتا في لبنان. أكملت دراسة التربية الموسيقية في الجامعة اللبنانية. بدأت بنشر موسيقاها على يوتيوب ومن هناك نالت شهرة كبيرة وخصوصاً بمقطوعة أرابيا. قدمت عروض في مختلف دول العالم من الولايات المتحدة وقطر وقبرص والبرازيل والبرتغال. شاركت مع المغني الباكستاني العالمي نصرت فتح علي خان لأداء أغنية زينداغي.